# Клорайд
Клорайд (англ. Chloride) — переписна місцевість (CDP) в США, в окрузі Могаве штату Аризона. Населення — 229 осіб (2020).

## Географія
Клорайд розташований за координатами 35°24′35″ пн. ш. 114°11′50″ зх. д. / 35.40972° пн. ш. 114.19722° зх. д. (35.409702, -114.197242). За даними Бюро перепису населення США в 2010 році переписна місцевість мала площу 3,90 км², уся площа — суходіл.

## Демографія
Згідно з переписом 2010 року, у переписній місцевості мешкала 271 особа в 164 домогосподарствах у складі 62 родин. Густота населення становила 69 осіб/км². Було 245 помешкань (63/км²).
Расовий склад населення:
| - 93,7 % — білих - 1,5 % — вихідців з тихоокеанських островів - 1,1 % — азіатів - 0,7 % — корінних американців |

До двох чи більше рас належало 2,6 %. Частка іспаномовних становила 4,1 % від усіх жителів.
За віковим діапазоном населення розподілялося таким чином: 5,5 % — особи молодші 18 років, 49,9 % — особи у віці 18—64 років, 44,6 % — особи у віці 65 років та старші. Медіана віку мешканця становила 63,8 року. На 100 осіб жіночої статі у переписній місцевості припадало 110,1 чоловіків; на 100 жінок у віці від 18 років та старших — 113,3 чоловіків також старших 18 років.
Середній дохід на одне домашнє господарство становив 21 184 долари США (медіана — 20 431), а середній дохід на одну сім'ю — 18 143 долари (медіана — 18 958). За межею бідності перебувало 29,7 % осіб, у тому числі 53,8 % дітей у віці до 18 років та 20,0 % осіб у віці 65 років та старших.
Цивільне працевлаштоване населення становило 0 осіб.